# Rafel Pol Cabanellas
Rafel Pol Cabanellas   (Campanet, 13 de gener de 1987) és un entrenador de futbol balear. Ha estat sempre a l'equip tècnic de Luis Enrique i junts van guanyar la Lliga de Campions de la UEFA el 2015 amb el FC Barcelona i el 2025 amb el Paris Saint-Germain.

## Trajectòria
Rafel Pol va començar la seva carrera com a preparador físic el 2011 a l'AS Roma, amb només vint-i-quatre anys, on va treballar a les ordres de l'entrenador Luis Enrique. El 2013 va seguir Luis Enrique al Celta de Vigo i un any després al FC Barcelona, on va romandre-hi del 2014 al 2017. La temporada 2017/18 va tornar al Celta de Vigo com a preparador físic amb Juan Carlos Unzué.
El 2018, Pol va passar a la selecció espanyola, on va exercir de preparador físic amb Luis Enrique, Robert Moreno i Luis de la Fuente fins al 2022. Després va ser nomenat segon entrenador de la selecció espanyola el febrer de 2022, de nou amb Luis Enrique. El juliol de 2023, va seguir Luis Enrique al Paris Saint-Germain FC, on ha estat actiu com a segon entrenador des de llavors.

## Palmarés

### Com a entrenador assistent
FC Barcelona:
- Lliga: 2014/15, 2015/16
- Copa del Rei: 2014/15, 2015/16, 2016/17
- Supercopa espanyola: 2016
- Lliga de Campions de la UEFA: 2014/15
- Supercopa de la UEFA: 2015
- Copa del Món de Clubs de la FIFA: 2015

Paris Saint-Germain:
- Lliga: 2023/24, 2024/25
- Copa de França: 2023/24, 2024/25
- Supercopa francesa: 2023, 2024
- Lliga de Campions de la UEFA: 2024/25

Espanya:
- Lliga de les Nacions de la UEFA: 2022/23